# 1960年ニューヨーク空中衝突事故
1960年ニューヨーク空中衝突事故（1960ねん ニューヨークくうちゅうしょうとつじこ、1960 New York air disaster）は、1960年12月16日にアメリカ合衆国の国内線の旅客機2機がニューヨーク上空で衝突した航空事故（空中衝突）である。
この事故では、空中衝突事故を防止する航空管制が行われていたにもかかわらず、事故を未然に防ぐことができなかった。

## 事故の概要
1960年12月16日、ニューヨーク上空で2機の旅客機が空中衝突した。1機はシカゴからニューヨーク・アイドルワイルド空港（現在のジョン・F・ケネディ国際空港）に向かっていたユナイテッド航空（以下UAL）826便のDC-8-11（機体記号:N8013U、愛称:Mainliner Will Rogers）で乗員7名、乗客77名が搭乗していた。もう1機はオハイオ州デイトンを出発しオハイオ州コロンバスを経由してニューヨーク・ラガーディア空港に向かっていたトランス・ワールド航空（以下TWA）266便ロッキードL-1049スーパーコンステレーション（機体記号:N6907C、愛称:Star of Sicily）で乗員5名と乗客39名が搭乗していた。

UAL826便とTWA266便の飛行経路

2機はアメリカ東部標準時の午前10時33分にスタテンアイランドにあるミラー空軍基地西方1マイルの上空5,000フィートの雲の中で空中衝突した。衝突はUALのジェット旅客機が水平方向で時速560kmで、着陸のために左に旋回していたTWAのレシプロ旅客機に後方から覆い被さるような形で発生した。そのうえUAL機のエンジンの残骸からTWA機の機内装備品と乗客の遺体が発見されたことからUALのエンジンがTWAの客室を直撃し破壊していたことが判明した。

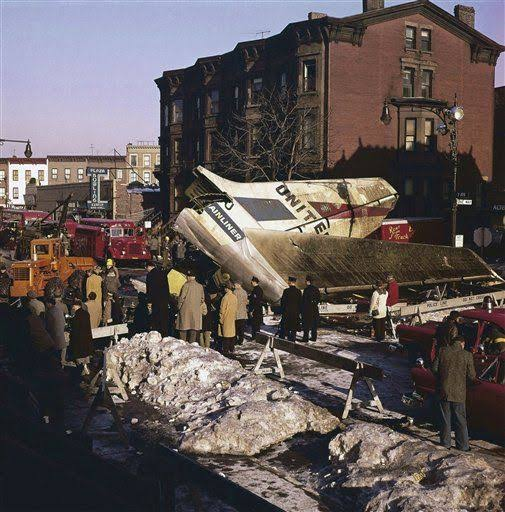
UAL826便の墜落現場

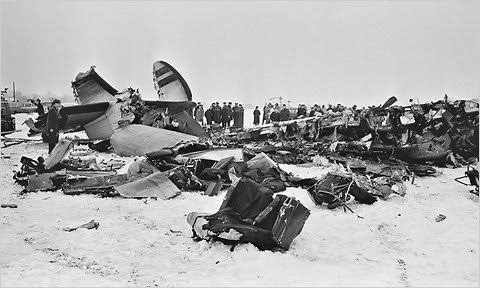
TWA266便の墜落現場

TWA266便は衝突時に空中分解し螺旋状に落下し、そのままミラー基地の敷地内に墜落した。また、TWA266便の墜落現場からはUAL機の第4エンジンと右側主翼の一部も見つかった。一方、UAL826便は操縦不能に陥って滑降し、衝突地点から8.5マイル北東のブルックリンのパーク・スロープに墜落した。UAL826便は10棟のアパートと教会、クリーニング店などの商店を破壊し、住民6名が犠牲になった。機体の主要残骸は道路上に散らばっていた。当初TWA機の乗客3名が生存していたが救助後死亡した。UAL機からは雪の塊の上に落下した1名（11歳の少年）が救助され、事故当時の状況について証言したが、重度の火傷と打撲のため翌日死亡した。そのため2機に搭乗していた全員が死亡し、この事故による犠牲者は合わせて134名にものぼった。この事故は当時としては最悪の空中衝突事故であった。またDC-8の全損事故は本件が初めてであり、民間定期航空路に就航したアメリカ製ジェット旅客機最初の死亡事故でもあった。
UALとTWAは、1956年にも空中衝突事故（グランドキャニオン空中衝突事故）を起こしており、2機の搭乗者の合計は偶然にも同じ128名であった。なおアイドルワイルド空港ではこの事故から2か月の間に2機が航空事故を起こしたため、この事故が連続事故の最初となった（そのうちの1機はアメリカン航空1502便墜落事故で、海面に激突して大破した）。

## 事故原因
事故原因はDC-8のパイロットが計器表示を誤解し、通常航路から約15km逸脱したパイロットミスであった。また、この危機的状況を航空管制が把握できていなかったことも問題となった。
事故当時の気象は小雨と霧と雪が混じっており、計器方式飛行をしなければならない状況であった。UAL機は衝突前に、管制から通常の航路よりも経路を短縮することを許可され、指示通り飛行しようとした。UAL機は午前10時21分に、搭載されていたVOR受信機2台のうち1台が故障していることをカンパニーラジオで自社に報告したが、航空管制には報告していなかった。VOR受信機が故障したため、パイロットは航法にADFを使用した。
午前10時25分に航空管制からプレストン（Preston）まで12マイル（約20km）ショートカットしてもよいとのクリアランスを受けた。この際にADFによる計器表示の理解に誤解が生じ、自機の位置を錯覚したことが判明した。この事が最大の空中衝突の要因であった。また管制官もUAL機が予定された航路から約15kmも逸脱していることに気が付いていなかった。そのため、UAL機は着陸態勢であったTWA機の後方から高速で衝突してしまったとされた。
この事故を教訓にしてアメリカ国内の航空管制システムは全面的なレーダー管制が整えられていった。またアメリカ上空を飛行する12,500ポンド（5,670kg）以上の航空機にトランスポンダの設置が義務付けられ、航法ビーコンの配備が進められることになった。